# Carlos Cáceda
Carlos Enrique Cáceda Ollaguez (ur. 27 września 1991 w Limie) – peruwiański piłkarz występujący na pozycji bramkarza w peruwiańskim klubie Melgar. Wychowanek Universitario de Deportes. Znalazł się w kadrze reprezentacji Peru na Copa América 2016.